# Itraconazole
L'itraconazole és un medicament antifúngic utilitzat per tractar una sèrie d'infeccions per fongs. Això inclou l'aspergil·losi, blastomicosi, coccidioidomicosi, histoplasmosi i paracoccidioidomicosi. Es pot administrar per via oral o intravenosa.
Els efectes secundaris comuns inclouen nàusees, diarrea, dolor abdominal, erupció cutània i mal de cap. Els efectes secundaris greus poden incloure problemes hepàtics, insuficiència cardíaca, síndrome de Stevens-Johnson  i reaccions al·lèrgiques inclosa l'anafilaxi. No és clar si és segur el seu ús durant l'embaràs o la lactància materna. Forma part de la família de medicaments triazòlics. Atura el creixement dels fongs afectant la membrana cel·lular o afectant el seu metabolisme.
L'itraconazole va ser patentat el 1978 i aprovat per a ús mèdic als Estats Units el 1992. Està a la Llista de medicaments essencials de l'Organització Mundial de la Salut.
Treballs d'investigació recents suggereixen que l'itraconazole també es podria utilitzar en el tractament del càncer mitjançant la inhibició de la via Hedgehog de manera similar al sonidegib.